# N-Triples
N-Triples es un formato para almacenar y transmitir datos. Se trata de una serialización en texto plano y en línea para grafos RDF, y un subconjunto de la Turtle (Terse RDF Triple Language). N-Triples no deben confundirse con la Notation 3 que es un superconjunto de Turtle. N-Triples fue desarrollado principalmente por Dave Beckett en la Universidad de Bristol y Art Barstow en el W3C.
N-Triples fue diseñado para ser un formato más simple que Notation 3 y Turtle, y por lo tanto más fácil para el software para analizar y generar. Sin embargo, debido a que carece de algunos de los accesos directos proporcionados por otras serializaciones de RDF (como CURIE y recursos anidados, que se proporcionan por tanto RDF /XML y Turtle) puede ser tedioso escribir grandes cantidades de datos a mano, y difícil de leer.